# الشقلبة (رواية)
رواية الشقلبة (بالصينية: 宙返り، باليابانية: Chūgaeri) هي عمل أدبي صدر عام 1999 للكاتب الياباني كينزابورو أوي (Kenzaburō Ōe). تدور أحداث الرواية حول اثنين من القادة السابقين لطائفة دينية، حيث يحاولان تأسيس حركة جديدة وسط تهديد كارثة نووية محتملة، كما تتناول الرواية موضوع الطوائف الدينية وتأثيرها في الحياة اليومية للمجتمع الحديث.
استُلهمت فكرة الرواية من حادثة طائفة أوم شينريكيو وهجومها بغاز السارين على مترو طوكيو في عام 1995، وهو حدث تاريخي صدم اليابان والعالم.
تمت ترجمة الرواية إلى اللغة الإنجليزية بواسطة فيليب غابرييل، وصدرت الترجمة لأول مرة سنة 2003. تعد هذه الرواية أول عمل أدبي يكتبه كينزابورو أوي بعد حصوله على جائزة نوبل في الأدب عام 1994.
نُشرت الرواية في الولايات المتحدة بواسطة دار نشر Grove Press، وفي المملكة المتحدة بواسطة دار Atlantic Books.

## استقبال
تلقت رواية الشقلبة (Somersault) للكاتب كينزابورو أوي تقييمات متباينة من النقاد الناطقين بالإنجليزية، خصوصًا فيما يتعلق بالترجمة إلى اللغة الإنجليزية.
قال سكوت إسبوزيتو من لوس أنجلوس تايمز إن الترجمة "لم تحظ بإعجاب كبير من قبل المراجعين الناطقين بالإنجليزية". وأشار كريستوفر تايلور من الغارديان إلى أن الرواية "الممتدة" واجهت "انتقادات واسعة النطاق".
وفي مراجعة Publishers Weekly، اعتُبرت الرواية محاولة من أوي لصنع "تحفة فنية مترامية الأطراف"، غير أن بعض القراء الأمريكيين قد يرون فيها "تمطيطًا أكثر من كونها تحفة فنية".
أما ستيفن بول من الغارديان، فلاحظ أنه "على الرغم من الإطالات، يخرج القارئ من الرواية وهو مقتنع بأن رواية رائعة وأقصر حجمًا ربما تكون مدفونة داخل هذا النص الواسع"، مضيفًا أن "حتى الحائزين على جائزة نوبل قد يحتاجون أحيانًا إلى تحرير صارم".
وفي رأي مشابه، وصف إريك هانسون من ستار تريبيون الرواية بأنها "قد تكون تجربة قراءة مخيبة للآمال، بغض النظر عن مؤلفها"، معتبرًا أن "خروج مثل هذه الرواية من روائي بحجم أوي يجعل من الإحباط أمرًا أكبر، بل ومحزنًا".
تعكس هذه المراجعات مزيجًا من التقدير والانتقاد، وتُبرز التحديات التي قد تواجهها الأعمال الأدبية المترجمة، لا سيما عندما تأتي من كُتّاب مرموقين وتتناول موضوعات معقدة بطابع فلسفي وديني عميق.